# Cezar (tytuł)
Cezar (łac. caesar) – jeden z tytułów używanych przez rzymskich cesarzy. Słowo cezar było rodowym mianem Juliusza Cezara oraz Oktawiana – jego adoptowanego syna i pierwszego cesarza rzymskiego, ale z czasem stało się tytułem władców Rzymu. W okresie tetrarchii tytułu cezara używali dwaj młodsi tetrarchowie. W Cesarstwie Bizantyńskim tytuł utracił swą rangę i był przyznawany najpierw następcy tronu, a potem dalszym synom cesarskim. W Imperium Osmańskim tytuł cezara przyjął sułtan Mehmed II dla podkreślenia kontynuacji przez Osmanów Cesarstwa Rzymskiego

## W Cesarstwie Bizantyńskim
W Cesarstwie Wschodnim (nazwanym później Bizantyńskim) tytuł cezara (gr.: Καῖσαρ, kaisar) oznacza następcę tronu, choć od czasów  Teodozjusza I (379-395) cesarze chętniej wynoszą swoich następców do godności współcesarza. Tytuł cezara zaczyna natomiast być przyznawany kolejnym synom cesarskim lub ich bliskim, a wpływowym krewnym, i tak na przykład cesarz Teofil (829-842) przyznał go swemu zięciowi Aleksemu Mosele, Michał III (842-867) – swemu wujowi Bardasowi, Nicefor II Fokas (963-969) – ojcu Bardasowi Fokasowi. Do wyjątków należało nadanie tej godności przywódcy obcego państwa. Postąpił tak Justynian II w stosunku do chana Bułgarii Terweła w podzięce za pomoc w odzyskaniu tronu w 705 roku.
Zgodnie z Klētorologionem z 899 roku cezar nosił koronę bez krzyża. Tytuł utracił swoją wysoką rangę po reformie tytulatury cesarskiej przez Aleksego I Komnena (1081-1118) i wprowadzenia nowych tytułów pochodzących od starego tytułu cesarskiego sebastos. Tytuł cezara zachował się do końca istnienia Cesarstwa, w okresie Paleologów był nadawany wpływowym arystokratom, jak np. Aleksy Strategopul. Od XIV wieku przyznawano go głównie władcom państw obcych z terenu Bałkanów: Wołoszczyzny, Serbii, Tesalii. W Księdze urzędów Pseudo-Kodyna z połowy XIV wieku jest wymieniony po sebastokratorze i megadomestyku.